# Tsesische Sprache

Tsesisch/Didoisch (Nr. 27) im Umfeld der Nordostkaukasischen Sprachfamilie

Tsesisch (auch Didoisch genannt) ist eine nordostkaukasische Sprache, die von etwa 15.000 Menschen im Südwesten Dagestans gesprochen wird. Da es keine Schriftsprache ist, bedient man sich zur schriftlichen Kommunikation des Awarischen oder Russischen, das knapp drei Viertel der Tsesen beherrschen. Tsesisch wird nicht an den Schulen unterrichtet. Es zeigt viele Einflüsse und Lehnwörter aus dem Russischen, Awarischen, Arabischen, Persischen, Georgischen oder den Turksprachen der Region.
Das Tsesische lässt sich in die folgenden Dialekte aufteilen, die nach den Dörfern benannt sind, in denen sie gesprochen werden; die Eigenbezeichnungen der Dörfer sind kursiv angegeben:
- Assach (Асах, Asaq; Lage; Dialekt auch als Asach)
- Zebari (Цебари, Ceboru; Lage; Dialekt auch als Tsebari)
- Mokok (Мокок, Newo; Lage)
- Kidero (Кидеро, Kidiro; Lage)
- Sagada (Сагада, Soƛʼo; Lage)

Das Ursprungs- und heutige Hauptverbreitungsgebiet der Sprache mit den genannten Dörfern liegt im Rajon Zuntinski nordwestlich dessen Verwaltungszentrums Beschta, wo Beschtinisch, eine weitere didoische Sprache, gesprochen wird. Das Gebiet im Einzugsbereich der Kitljarta (im Unterlauf Metluda genannt), eines rechten Nebenflusses des Sulak-Quellflusses Andijskoje Koisu (russisch für Andischer Koisu) erstreckt sich unmittelbar an der Grenze zu Georgien und unweit der Grenze Dagestans zu Tschetschenien zwischen teils über 4000 Meter hohen, nördlichen Ausläufern des Kaukasus-Hauptkammes (Bogos, Achatl und andere).